# 2007年ブラジルグランプリ
2007年ブラジルグランプリは、2007年F1世界選手権第17戦として、2007年10月21日にサンパウロ・インテルラゴスで開催された。正式名称はFORMULA1 Grande Prêmio do Brasil 2007

## 予選

### 結果
| 順位 | No | ドライバー                 | チーム         | マシン | Q1       | Q2       | Q3       |
| ---- | -- | -------------------------- | -------------- | ------ | -------- | -------- | -------- |
| 1    | 5  | フェリペ・マッサ           | フェラーリ     | F2007  | 1'12.303 | 1'12.374 | 1'11.931 |
| 2    | 2  | ルイス・ハミルトン         | マクラーレン   | MP4-22 | 1'13.033 | 1'12.296 | 1'12.082 |
| 3    | 6  | キミ・ライコネン           | フェラーリ     | F2007  | 1'13.016 | 1'12.161 | 1'12.322 |
| 4    | 1  | フェルナンド・アロンソ     | マクラーレン   | MP4-22 | 1'12.895 | 1'12.637 | 1'12.356 |
| 5    | 15 | マーク・ウェバー           | レッドブル     | RB3    | 1'13.081 | 1'12.683 | 1'12.928 |
| 6    | 9  | ニック・ハイドフェルド     | BMWザウバー    | F1.07  | 1'13.472 | 1'12.888 | 1'13.081 |
| 7    | 10 | ロバート・クビサ           | BMWザウバー    | F1.198 | 1'13.085 | 1'12.641 | 1'13.129 |
| 8    | 12 | ヤルノ・トゥルーリ         | トヨタ         | TF107  | 1'13.470 | 1'12.832 | 1'13.195 |
| 9    | 14 | デビッド・クルサード       | レッドブル     | RB3    | 1'13.264 | 1'12.846 | 1'13.272 |
| 10   | 16 | ニコ・ロズベルグ           | ウィリアムズ   | FW29   | 1'13.707 | 1'12.752 | 1'13.477 |
| 11   | 8  | ルーベンス・バリチェロ     | ホンダ         | RA107  | 1'13.661 | 1'12.932 |          |
| 12   | 3  | ジャンカルロ・フィジケラ   | ルノー         | R27    | 1'13.482 | 1'12.968 |          |
| 13   | 19 | セバスチャン・ベッテル     | トロ・ロッソ   | STR2   | 1'13.853 | 1'13.058 |          |
| 14   | 18 | ヴィタントニオ・リウッツィ | トロ・ロッソ   | STR2   | 1'13.607 | 1'13.251 |          |
| 15   | 11 | ラルフ・シューマッハ       | トヨタ         | TF107  | 1'13.767 | 1'13.315 |          |
| 16   | 7  | ジェンソン・バトン         | ホンダ         | RA107  | 1'14.054 | 1'13.469 |          |
| 17   | 4  | ヘイキ・コバライネン       | ルノー         | R27    | 1'14.078 |          |          |
| 18   | 22 | 佐藤琢磨                   | スーパーアグリ | SA07   | 1'14.098 |          |          |
| 19   | 17 | 中嶋一貴                   | ウィリアムズ   | FW29   | 1'14.417 |          |          |
| 20   | 23 | アンソニー・デビッドソン   | スーパーアグリ | SA07   | 1'14.596 |          |          |
| 21   | 20 | エイドリアン・スーティル   | スパイカー     | F8-VII | 1'15.217 |          |          |
| 22   | 21 | 山本左近                   | スパイカー     | F8-VII | 1'15.487 |          |          |

- コンディション：晴れ／ドライ，気温32℃・路面温度60℃

## 決勝

### 展開
予選はマッサがポールポジションを獲得した。スタートも首位をキープ。一方でハミルトンはストレートの後のコーナーでミスを犯してしまい順位を下げた。その後は順位を少し取り戻しつつあったものの、7周目にギアボックス・トラブルと思われる事態に遭遇。最後尾近くまでポジションを落とした。マッサはその後も首位を守り続けたが、2回目のピットインでライコネンがマッサを逆転し首位に立った。フェラーリはその後も危なげない走りで1-2フィニッシュを決めた。ライコネンはシーズン最多勝の6勝目、110ポイントを獲得。タイトルを争っていたアロンソは3位に終わり109ポイント、ハミルトンは序盤のトラブルが響き7位に終わり、こちらも109ポイントに終わった。
その結果、前戦中国GPでランキング3位にいたライコネンがフェラーリ移籍初年、F1デビューから7年目で初のドライバーズチャンピオンを獲得した。コンストラクターズチャンピオンシップは、マクラーレンのスパイ事件によりすでにフェラーリのものになっていたが、今回のレースで18ポイントを獲得し204ポイントを獲得した。マクラーレンはスパイ事件がなくても203ポイントでフェラーリに及ばなかった（ただしハンガリーGPでのポイントはく奪がなければ218ポイントであった）。
レースはスタートからアクシデントがあり、リウッツィやコバライネンは緊急のピットインを強いられた。2周目にもフィジケラと山本の事故がおこり両者リタイヤとなった。フィジケラはチーム残留が果たせず2008年はフォースインディアに移籍、山本のF1復帰は2010年まで待たれる。コバライネンはアクシデントでリタイヤし、全戦完走はならなかった。
中嶋にとってはデビューレースであった。最初のピットインでピットクルーをはねる事故をおこしたが大事には至らず10位でフィニッシュした。ラルフ・シューマッハは結果的にこれがF1最終戦となった。F1での「シューマッハ」の復活は2010年、兄ミハエルのメルセデスでのF1復帰まで待たれる。またアロンソもマクラーレン・メルセデスで走るのはこれが最後になった。
なおレース終了後、ウィリアムズとBMWザウバーのマシンに燃料規定違反が発覚。その後不問になったがマクラーレンが抗議。結局棄却されたものの、ライコネンのチャンピオン確定は11月までお預けになった。

### 結果
| 順位 | No | ドライバー                 | チーム         | 周回 | タイム／リタイヤ   | グリッド | ポイント |
| ---- | -- | -------------------------- | -------------- | ---- | ------------------ | -------- | -------- |
| 1    | 6  | キミ・ライコネン           | フェラーリ     | 71   | 1:28'15.270        | 3        | 10       |
| 2    | 5  | フェリペ・マッサ           | フェラーリ     | 71   | +1.493             | 1        | 8        |
| 3    | 1  | フェルナンド・アロンソ     | マクラーレン   | 71   | +57.019            | 4        | 6        |
| 4    | 16 | ニコ・ロズベルグ           | ウィリアムズ   | 71   | +1'02.848          | 10       | 5        |
| 5    | 10 | ロバート・クビサ           | BMWザウバー    | 71   | +1'10.957          | 7        | 4        |
| 6    | 9  | ニック・ハイドフェルド     | BMWザウバー    | 71   | +1'11.317          | 6        | 3        |
| 7    | 2  | ルイス・ハミルトン         | マクラーレン   | 70   | +1 Lap             | 2        | 2        |
| 8    | 12 | ヤルノ・トゥルーリ         | トヨタ         | 70   | +1 Lap             | 8        | 1        |
| 9    | 14 | デビッド・クルサード       | レッドブル     | 70   | +1 Lap             | 9        |          |
| 10   | 17 | 中嶋一貴                   | ウィリアムズ   | 70   | +1 Lap             | 19       |          |
| 11   | 11 | ラルフ・シューマッハ       | トヨタ         | 70   | +1 Laps            | 16       |          |
| 12   | 22 | 佐藤琢磨                   | スーパーアグリ | 69   | +2 Laps            | 18       |          |
| 13   | 18 | ヴィタントニオ・リウッツィ | トロ・ロッソ   | 69   | +2 Laps            | 14       |          |
| 14   | 23 | アンソニー・デビッドソン   | スーパーアグリ | 68   | +3 Laps            | 20       |          |
| DNF  | 20 | エイドリアン・スーティル   | スパイカー     | 43   | ブレーキ           | 22       |          |
| DNF  | 8  | ルーベンス・バリチェロ     | ホンダ         | 40   | エンジン           | 11       |          |
| DNF  | 4  | ヘイキ・コバライネン       | ルノー         | 35   | アクシデント       | 17       |          |
| DNF  | 19 | セバスチャン・ベッテル     | トロ・ロッソ   | 34   | 油圧系             | 13       |          |
| DNF  | 7  | ジェンソン・バトン         | ホンダ         | 20   | エンジン           | 16       |          |
| DNF  | 15 | マーク・ウェバー           | レッドブル     | 14   | トランスミッション | 5        |          |
| DNF  | 21 | 山本左近                   | スパイカー     | 2    | アクシデント       | 21       |          |
| DNF  | 3  | ジャンカルロ・フィジケラ   | ルノー         | 2    | アクシデント       | 12       |          |

ファステストラップ：キミ・ライコネン　1'12.445（Lap 66）（平均車速214.126km/h）
- コンディション：晴／ドライ，気温36℃・路面温度63℃
- タイムの単位は、「時間:分'秒.000」
- 差の単位は「分'秒.000」
- Car No.20はピットレーンスタートを選択
- 情報は公式サイト・Yahoo!によるもの。